# Milena Rázgová
Milena Rázgová, coniugata Paulišincová (Ružomberok, 2 novembre 1969), è un'ex cestista slovacca, fino al 1992 cecoslovacca.

## Carriera
Con la Cecoslovacchia ha disputato i Giochi olimpici di Barcellona 1992.
Con la Slovacchia ha disputato i Campionati mondiali del 1994 e tre edizioni dei Campionati europei (1993, 1995, 1997).